# 크로아티아 라디오 방송 차트
크로아티아 라디오 방송 차트(Croatian Airplay Radio Chart)는 크로아티아의 음악 차트이다. 매주 크로아티아 국영 방송 (HRT) HR2 Radio가 40위까지 발표하지만, 웹사이트는 100위까지 볼 수 있다. 이 차트는 크로아티아의 약 40국의 방송국이 흐르는 곡을 HRT가 집계 한 것이다.